# Список умерших в 653 году

## Февраль
- 15 февраля — Аль-Аббас ибн Абд аль-Мутталиб — дядя исламского пророка Мухаммеда, предок династии Аббасидов, которые правили в Аббасидском халифате.

## Сентябрь
- 30 сентября:
  - Гонорий Кентерберийский — член «Григорианской миссии» с целью обращения англо-саксов в христианство 595 года, пятый архиепископ Кентерберийский.
  - Хиндасвинт — король вестготов (642—653).

## Декабрь
- 27 декабря — Павел II — патриарх Константинопольский (641—653).

## Дата смерти неизвестна или требует уточнения
- Абдулла ибн Хузайфа, сподвижник пророка Мухаммеда.
- Абдуллах ибн Масуд — сподвижник пророка Мухаммеда.
- Абу ад-Дарда — сподвижник пророка Мухаммеда.
- Аль-Микдад ибн аль-Асвад — сподвижник пророка Мухаммеда.
- Гразульф II, герцог Фриуля.
- Ирина Томарская — святая Римско-Католической церкви, мученица.
- Каб аль-Ахбар, йеменский иудей, принявший ислам; авторитетный толкователь Корана.
- Каймин — аббат монастыря на острове Холи-Айленд, святой.
- Леонтий Неаполитанский, епископ Неаполя (648/649—652/653), католический святой.
- Маэл Дойд мак Суибни — король Миде (635—653).
- Осита — принцесса Мерсии, мученица.
- Родоальд — король лангобардов (652—653).
- Сигеберт I — король Эссекса (623—653).
- Талорк III — король пиктов (641—653).
- Теуделапий — герцог Сполето (601—653).
- Фройя — знатный вестгот, возглавлявший в 653 году восстание против короля Реккесвинта.
- Юкук Ирбис-Дулу хан — каган Западно-тюркского каганата (638—653).